# William Harvey
William Harvey (født 1. april 1578 i Folkestone, England, død 3. juni 1657 i London, England) var en engelsk læge og anatom, der studerede blodets kredsløb og fandt ud af, at blodet cirkulerer i kroppen, og at det er hjertet, der skaber pulsen, og ikke arterierne, som man havde troet hidtil. 
Han opdagede, at blodet løber rundt, da han målte det blod, som hjertet pumpede rundt i kroppen og fandt ud af, at der blev pumpet mere blod rundt, end den mængde mad, man spiste, og mere end personens vægt. Det blod kunne leveren ikke producere, hvorfor det måtte være det samme blod, der blev genbrugt.
Harvey studerede på King's College i Canterbury og derefter på Cambridge University. Han afsluttede sine studier i Padua i Italien, hvor han blandt andet så dissektioner af dyr og mennesker. Han var færdiguddannet i 1602 og slog sig ned som læge i London. Fra 1615 underviste han i anatomi ved Royal College of Physicians. Han fik desuden et laboratorium hjemme, hvor han undersøgte forskellige dyrs kredsløb.
Han var læge for flere kongelige, og flere af dem interesserede sig for hans forskning. Han udgav  bogen Exercitatio Anatomica de Motu Cordis et Sanguinis in Animalibus i 1628.